# El Incal
El Incal, también conocida como La Saga de los Incales o Las Aventuras de John Difool, es una historieta de ciencia ficción realizada desde 1980 a 1988 por el guionista Alejandro Jodorowsky y el historietista e ilustrador francés Mœbius.
El Incal, cuyas primeras páginas se publicaron originalmente en la revista Métal hurlant por Les Humanoïdes Associés como Une aventure de John Difool («Una aventura de John Difool»), introduce el Jodoverso de Jodorowsky (o Universo de Metabarones), un universo de ficción en el que transcurren sus cómics de ciencia ficción. Es una ópera espacial épica que combina un fantástico viaje intergaláctico, ciencia, tecnología, intrigas políticas, conspiraciones, mesianismo, misticismo, poesía, libertinaje, historias de amor y sátira. El Incal incluye y amplía los conceptos y las ilustraciones del proyecto cinematográfico abandonado Dune, dirigido por Jodorowsky y diseñado por Giraud a principios de la década de 1970.
Publicada originalmente en entregas entre 1980 y 1988 en la citada revista francesa Métal hurlant, y seguida de Antes del Incal (1988-1995, con Zoran Janjetov), Después del Incal (2000, con Jean Giraud) y Final Incal (2008-2014, con José Ladrönn), ha sido descrita como una aspirante a «el mejor cómic» en la historia del medio. De ella surgieron las series derivadas de Los Metabarones, Los Tecnopadres y Megalex.

## Contenido
Obra del género de ciencia ficción, que recoge la sutil visión metafísica del guionista y psicomago chileno Alejandro Jodorowsky y que contó con la figura del dibujante Mœbius.
La obra se compone de 312 páginas recogidas en 6 volúmenes (integrados en un solo tomo en la edición en castellano):
1. «El Incal Negro» («L'Incal Noir», 1981)
2. «El Incal Luz» («L'Incal Lumière», 1982)
3. «Lo que está abajo» («Ce qui est en bas», 1984)
4. «Lo que está arriba» («Ce qui est en haut», 1985)
5. «La Quinta Esencia I: La galaxia que sueña» («La cinquième essence I - Galaxie qui songe», 1988)
6. «La Quinta Esencia II: Planeta Difool» («La cinquième essence II - La planète Difool», 1989)

Además, y para completar la historia, se realizaron dos sagas más:
- Antes del Incal (John Difool Avant l'Incal), con el dibujante Zoran Janjetov, 6 volúmenes (integrados también en un solo tomo en la edición en castellano). Esta saga cuenta la infancia y juventud de John Difool.

1. «Adiós al padre» («Adieu le père», 1988)
2. «Detective privado de clase R» («Détective privé de "Classe R"», 1990)
3. «Croot» («Croot!», 1991)
4. «Anarcopsicóticos» («Anarchopsychotiques», 1992)
5. «Ouisky, SPV y Homeoputas» («Ouisky, SPV et homéoputes», 1993)
6. «Suicide Allée» («Suicide Allée», 1995)

- Después del Incal (Après l'Incal), nuevamente con Moebius, pero abandonada tras el primer álbum.

1. «El nuevo sueño» («Le nouveau rêve», 2000)

- Final Incal, con José Ladrönn como dibujante, 3 volúmenes. Esta última saga reescribe la historia comenzada en Después del Incal y relata los sucesos posteriores a la saga original, conectando con elementos y personajes de Antes del Incal.[15]

1. «Los Cuatro John Difool» («Les quatre John Difool», 2008)
2. «Luz de Garra» («Louz de Gara», 2011)
3. «Gorgo el sucio» («Gorgo-le-Sale», 2014)

## Argumento
John Difool es un detective de poca monta que con la ayuda del extraño pájaro que tiene como compañero será capaz de moverse en el terreno de la metafísica. Sus indagaciones les llevarán por un mundo de aventura heroica y símbolos en el que el objetivo será alcanzar la realización personal a través de la iluminación. (...) En su viaje iniciático pasará por diferentes etapas, primero deberá encontrar su valor interior y encontrar a sus aliados, con los que será testigo de una revolución contra la nobleza (El incal luz), visitará el centro del planeta (Lo que está abajo) y seducirá a una reina alienígena para evitar una guerra intergalactica (Lo que está arriba).

### Personajes
Mientras John Difool escapa, junto a su pájaro Deepo, un pájaro «parlante» que le sirve de mascota y que es generalmente más inteligente e ingenioso que él, se ve forzado a unir sus fuerzas con un grupo de gente que también busca el Incal:
- El Metabarón, el mayor cazarrecompensas, mercenario y as de la aviación del Universo Conocido. Fue engendrado por sus antecesores para ser el guerrero perfecto. El Metabarón es enviado inicialmente a matar a John Difool pero simplemente le congela.
- Animah y Tanatah, dos hermanas que se ocupan de proteger los dos Incales. Tanatah envía al Metabarón a matar a John Difool y traer su cuerpo en el que se oculta el Incal Luz. Animah, que inicialmente se protege del Incal Luz, posee poderes psíquicos. Tanatah es líder de Amok, una organización criminal.
- El andrógino perfecto Soluna, un niño adoptado por el Metabarón, hijo biológico de Animah y John Difool. Como Animah, Soluna tiene grandes poderes psíquicos.
- Cabeza de perro, un mercenario cinocéfalo que trabaja para Tanatah. Alberga un gran resentimiento contra Difool porque perforó su oreja con un arma láser.

Aunque están enemistados en un principio, todos ellos se unen para salvar a la humanidad y el universo de la Oscuridad que amenaza con consumirlo todo.

## Análisis
El concepto central de la novela gráfica es el fantástico viaje espiritual (o iniciación) de John Difool a una escala cósmica, el cual se resiste a aceptar; constantemente desea volver a su propia ignorante realidad de simples placeres hedonistas. Es una alegoría de la repetición de los pecados, la futilidad de la complacencia y la necesidad de transformación individual. A medida que avanza la historia, el protagonista sigue cambiando, volviéndose más heroico, incluso físicamente más bien parecido. Las seis entregas originales comienzan y terminan con Difool cayendo del puente; desciende, asciende y luego vuelve a descender en una circularidad "cerrada".
El personaje de John Difool se basa en la carta del Loco del tarot (The Fool, en inglés) y su nombre es un juego de palabras con "John, the Fool".
Las referencias junguianas también son constantes: el nombre de Animah se basa en el concepto junguiano de ánima, la parte femenina de la psique de cada hombre, así como en latín "anima" significa "psique"; también se alude a los diferentes estadios que Jung definía en su obra Psicología y alquimia, la integración de los arquetipos masculino y femenino, la consecución del cuerpo diamantino o la coniunctio o comunión del yo consciente con el yo total (o Dios).
La serie no tiene tabúes, ni una actitud hacia el sexo, la violencia y los estigmas sociales generales que pueden eludirse en los cómics más convencionales. Incluye el dualismo blanco y negro o el conflicto entre el bien y el mal, además de simbolismo místico, arquetipos, metafísica, tarot y otras influencias. En la historia, a menudo hay un conflicto entre la vida, o la naturaleza, y la tecnología muerta (incluso entre la uniformidad y la diversidad). La serie también muestra religión, economía, política y guerra, todas en mezcolanza.

## Adaptación
El 4 de noviembre de 2021, Jodorowsky anunció oficialmente una adaptación de la novela gráfica a la pantalla grande a cargo del cineasta Taika Waititi.
A principios de agosto de 2022, el director y escritor chileno dio pistas de lo que podría ser la película The Incal, teniendo como aliados a Waititi, y al actor y guionista Jemaine Clement. A través de sus redes sociales, Jodorowsky compartió fotografías con ambos, en donde el trío de creadores posaron junto a uno de los ejemplares gráficos de El Incal, siendo esta reunión uno de los encuentros más recientes entre los cineastas desde París.

## Edición en español
- Jodorowsky, Alejandro & Ladrönn & Moebius (2022). Incal final (Integral). Incluye Después del Incal. Barcelona: Reservoir Books. ISBN 9788418897559.
- Jodorowsky, Alejandro & Janjetov, Zoran (2021). Antes del Incal (Integral). Barcelona: Reservoir Books. ISBN 9788418052613.
- Jodorowsky, Alejandro & Moebius (2017). El Incal (Integral). Barcelona: Reservoir Books. ISBN 978-84-16709-29-8.
- Jodorowsky, Alejandro & Moebius (2007; 2ª edición con los colores de la edición original, 2011). El Incal (Integral). Barcelona: Norma Editorial. ISBN 978-84-9847-211-0.
- Jodorowsky, Alejandro & Moebius (2007). Después del Incal 1. El nuevo sueño. Barcelona: Norma Editorial. ISBN 978-84-8431-294-9.
- Jodorowsky, Alejandro & Janjetov, Zoran (2008/2010). Antes del Incal (Integral). Barcelona: Norma Editorial. ISBN 978-84-9847-575-3 / ISBN 978-84-679-0201-3.
- Jodorowsky, Alejandro & Ladrönn (2009). Los Cuatro de John Difool / Final Incal 1. Barcelona: Norma Editorial. ISBN 978-84-9847-892-1.
- Jodorowsky, Alejandro & Ladrönn (2011). Luz de Garra / Final Incal 2. Barcelona: Norma Editorial. ISBN 978-84-679-0688-2.
- Jodorowsky, Alejandro & Ladrönn (2015). Gorgo el sucio / Final Incal 3. Barcelona: Norma Editorial. ISBN 978-84-679-1799-4.